# Paul Simon
Paul Frederic Simon (Newark, 13 ottobre 1941) è un cantautore, chitarrista, attore e umorista statunitense.
Ha raggiunto il successo, insieme ad Art Garfunkel, come membro dello storico duo Simon & Garfunkel, di cui è stato il principale compositore, ma è ricordato anche per i suoi album solisti intrisi di world music, in particolare africana e brasiliana.Nel 2002, Simon ha ricevuto i Kennedy Center Honors.

## Biografia
Paul Frederic Simon è nato a Newark (New Jersey) il 13 ottobre del 1941, da Louis e Belle Simon, rispettivamente un celebre bassista e una maestra elementare, entrambi ebrei di origine ungherese.

### Primi anni
La carriera musicale di Paul Simon iniziò nelle high schools, nel distretto del Queens di New York, dove lui e il suo amico Art Garfunkel iniziarono a cantare come duo, esibendosi occasionalmente ai balli della scuola e cercando di imitare i loro idoli, gli Everly Brothers. Simon e Garfunkel si facevano all'epoca chiamare "Tom & Jerry". Nel 1957, con questo nome, incisero il singolo Hey, Schoolgirl per la Big Records, posizionandosi al numero 49 delle classifiche.
Dopo il diploma, Simon si iscrisse al Queens College della contea del Queens per studiare letteratura inglese, e Garfunkel alla Columbia University di Manhattan per studiare architettura (infatti, la canzone del 1970 So Long, Frank Lloyd Wright era indirettamente dedicata a lui e alla fine della loro amicizia). Simon si appassionò al rock and roll. Fra il 1957 e il 1964 Simon scrisse, incise e pubblicò più di trenta canzoni, talvolta riunendosi con Garfunkel sotto il vecchio nome Tom & Jerry (per esempio per i singoli Our Song, That's My Story e Surrender, Please Surrender). La maggior parte dei brani registrati da Simon dopo il 1957 furono pubblicati da etichette discografiche minori, come Amy, ABC-Paramount, Big Records, Hunt, Ember, King, Tribute Records e Madison. Per queste pubblicazioni usò parecchi pseudonimi, fra cui Jerry Landis, Paul Kane (dal film Quarto potere di Orson Welles, il cui titolo originale è Citizen Kane), True Taylor, o "Tico" nel gruppo Tico and the Triumphs. Uno dei singoli di quest'ultimo gruppo, Motorcycle, raggiunse la posizione numero 99 nelle classifiche di Billboard nel 1962; nello stesso anno, Jerry Landis raggiungeva la posizione numero 97 con The Lone Teen Ranger.
Fu anche coautore della canzone Red Rubber Ball insieme a Bruce Woodley del gruppo pop australiano The Seekers. Questo brano, rieseguito nel 1966 dal gruppo statunitense The Cyrkle, ha raggiunto la posizione numero 2 negli Stati Uniti.
In questo periodo Simon incontrò Carole King, con cui formò il duo "The Cosines", registrando numerosi brani mai pubblicati, che erano pensati per essere realizzati da altri gruppi. In effetti, Simon scrisse numerosi brani per altri artisti, inclusi i Vels, Ritchie Cordell, i Fashions, e gruppi oggi dimenticati con nomi come "Jay Walker and the Pedestrians" e "Dougie and the Dubs". Fu nello stesso periodo che Simon iniziò a sentirsi attratto dalla scena folk newyorkese. Nel 1963 produsse due brani folk per l'etichetta Tribute, Carlos Dominguez e He Was My Brother, quest'ultima ispirata dalla morte di Andrew Goodman, suo compagno al college, attivista a favore dei diritti civili, ucciso nel 1964 da alcuni membri del Ku Klux Klan.

### Simon & Garfunkel
Paul Simon e Art Garfunkel si incontrarono per la prima volta durante una recita scolastica (Alice in Wonderland), nella quale Paul impersonava il Bianconiglio e Art lo stregatto astratto; divennero subito amici e trovarono in comune, oltre alla passione per il baseball, la passione per la musica, e nella fine degli anni cinquanta registrarono le loro prime canzoni, con il nome di Tom & Jerry, in stile rock 'n' roll ispirandosi ai loro cantanti preferiti, gli Everly Brothers. All'inizio degli anni sessanta Paul Simon iniziò a registrare con gli pseudonimi di Jerry Landis, Paul Kane, True Taylor e Tico, nel gruppo Tico and the Triumphs. Analogamente anche Art iniziò a registrare sotto lo pseudonimo di Artie Garr.
All'inizio del 1964, Simon & Garfunkel furono chiamati per un'audizione dalla Columbia Records, che decise di produrre un loro album. Fu la Columbia a decidere di usare il nome "Simon & Garfunkel". Secondo Simon, quella fu la prima volta nella storia della musica pop in cui un artista con un nome "etnico" non usava uno pseudonimo (sia Simon che Garfunkel sono cognomi ebraici).
Il primo album di Simon & Garfunkel, Wednesday Morning, 3 A.M., fu pubblicato il 19 ottobre 1964, ed era composto da dodici canzoni folk, cinque delle quali scritte da Simon. Inizialmente l'album non ebbe un grande successo, ma il brano The Sound of Silence di Simon iniziò a essere sempre più richiesto alle radio della east coast. Il produttore di Simon & Garfunkel, Tom Wilson, decise di realizzare una versione di The Sound of Silence in chiave folk-rock sovrapponendo chitarra elettrica, basso e batteria alla versione originale, ispirandosi alla tendenza "dylaniana" di quel tempo, senza neanche dirlo agli stessi Simon & Garfunkel. Infatti, nell'album è presente una reinterpretazione a due voci di The Times They Are a-Changin', appunto di Bob Dylan.
The Sound of Silence fu ripubblicato come singolo e raggiunse la posizione numero 1 nelle classifiche pop degli Stati Uniti. Questo inatteso successo richiamò in America Simon, che dopo l'insuccesso di Wednesday Morning, 3 A.M. si era trasferito in Inghilterra e aveva iniziato una carriera solista con l'album The Paul Simon Songbook (in cui in copertina Simon è fotografato con la sua fidanzata dell'epoca, Kathleen Chitty, a cui dedicò la canzone Kathy's song e che citò nel testo di America).
Il secondo LP di Simon & Garfunkel, Sounds of Silence, è stato in seguito considerato da Simon come un album alquanto frettoloso e impreciso: infatti, è stato pubblicato il 17 gennaio 1966, appena qualche mese dopo il successo dell'omonima canzone, per sfruttare appieno la title track.
Il terzo LP, l'album per eccellenza del duo pubblicato il 10 ottobre 1966, Parsley, Sage, Rosemary and Thyme, prende il nome dal ritornello del canto popolare Scarborough Fair. L'album è interamente composto da Simon, tranne il canto prima citato, al quale però Simon aggiunge come sottofondo il testo di una sua vecchia canzone folk, chiamata The Side of the Hill. Da quest'album escono molti successi, come Homeward Bound, composta alla Widness Station di Londra, e una celebre canzone sui musicisti di strada, come l'ottimista The 59th Street Bridge Song, conosciuta come Feelin' Groovy, come la grande prova di abilità di Garfunkel nella ballata For Emily, Whenever I May Find Her.
Il 3 aprile 1968, Simon & Garfunkel pubblicano il loro quarto album, Bookends, dai toni delicati e surreali. L'album include undici tracce scritte da Simon e una che consiste in una registrazione per le strade di Brooklyn fatta da Garfunkel. I successi furono immediati: divennero subito famose canzoni come America, A Hazy Shade of Winter, e la già famosissima Mrs. Robinson, completamente modificata rispetto a quella pubblicata nella colonna sonora de Il laureato. Paul Simon affermò anni dopo che la canzone in principio era chiamata Mrs. Roosevelt, ma che fu costretto a cambiare il titolo per le esigenze cinematografiche di Mike Nichols, regista del film; inoltre, Paul Simon fu pubblicamente attaccato dal giocatore di baseball Joe DiMaggio, sentendo messa in discussione la sua abilità di giocatore all'interno della canzone (il testo dice "Where have you gone, Joe DiMaggio? Our nation turns its lonely eyes to you").
Nel 1969 Paul Simon si sposa per la prima volta con Peggy Harper, da cui avrà nel 1972 il figlio Harper e da cui divorzierà nel 1975; alla moglie dedicherà la canzone Bridge Over Troubled Water, che è una dichiarazione d'amore per Peggy: la ragazza aveva avuto in alcune zone dei capelli un imbiancamento precoce, ed a questo fanno riferimento i versi della terza strofa, «Sail on, silver girl...».
Il quinto e ultimo lavoro in studio del duo, Bridge over Troubled Water, uscì il 26 gennaio 1970, e ottenne subito un successo mondiale. Tuttavia, questo LP perfetto segnò la separazione ufficiale del duo. Infatti, durante le registrazioni, si crearono molti screzi tra i due artisti: innanzi tutto, Garfunkel fu assente per gran parte del tempo, impegnato nelle riprese in Messico del film Comma 22; poi, ci fu una forte discussione riguardo all'inserimento di due tracce: Simon voleva inserire nell'album un pezzo molto politicizzato chiamato Cuba sì, Nixon no, ma Garfunkel bocciò la sua proposta poiché voleva evitare di prendere una così chiara posizione politica davanti al pubblico americano; di conseguenza, Simon bocciò la proposta di Garfunkel di inserire nell'album un corale di Bach. In questo LP sono molti i segni della vicina separazione: Simon scrisse ben due tracce dedicate interamente al collega, entrambe molto malinconiche, The Only Living Boy in New York, in cui fa chiari riferimenti alla trasferta dell'amico in Messico e dell'esito positivo di questo impiego, e So Long, Frank Lloyd Wright, in cui fa riferimento alla morte del celebre architetto come alla fine della loro amicizia (infatti Garfunkel aveva studiato architettura alla Columbia University di Manhattan). Nonostante l'aria ostile che circondava la creazione dell'album, uscì un prodotto di alta qualità, ricompensata con un enorme successo: sia l'album che la title-track vinsero i Grammy awards del 1970.
Dopo la separazione definitiva del 1970 ci furono vari tentativi di riappacificazione: nel 1975 nell'album solista di Simon Still Crazy After All These Years comparve la traccia My Little Town, cantata appunto con Garfunkel, ed anche l'album "Breakaway" di Garfunkel. Nel 1981 iniziarono il "Reunion tour" mondiale, concluso con il celeberrimo "Concert in Central Park", un concerto ad entrata libera che ottenne un'elevatissima affluenza, dal quale estrassero la registrazione e ne crearono un LP. In seguito al tour sarebbe dovuto uscire un nuovo LP del duo, Hearts and Bones; l'album uscì comunque nel 1981, ma come lavoro solista di Simon: infatti il cantautore escluse definitivamente la collaborazione di Garfunkel. Dal 2002 Simon e Garfunkel hanno cominciato una serie di "Live on Stage" in tutto il mondo, riesumando vecchi successi uniti a lavori solisti di Simon.

### Carriera solista
Dopo lo scioglimento del duo con Garfunkel nel 1970, Simon tornò a realizzare materiale solista. Nel 1972 pubblicò l'album Paul Simon. Nel 1973 uscì There Goes Rhymin' Simon, nel '74 l'album dal vivo Live Rhymin' con la partecipazione del gruppo Urubamba dal Perù, gli stessi che parteciparono all'incisione di El Condor Pasa in Bridge Over Troubled Water.
Nel dicembre 1975, estratto dall'album Still Crazy After All These Years, esce il singolo 50 Ways to Leave Your Lover che nel 1976 arriva per tre settimane in prima posizione nella Billboard Hot 100 ed in Canada ed in seconda in Francia vincendo il disco d'oro.
Non pubblicò nessun album dal 1975 al 1980 e nel 1986 realizzò una delle sue opere di maggior successo, Graceland, con la collaborazione di musicisti africani, che inaugura il suo interesse per la world music.
Uno dei concerti del tour per l'album del 2000 You're the One (quello di Parigi) fu filmato ed è disponibile in DVD.
Nel 2002 la canzone Father and Daughter, ottenne la nomination agli Oscar come miglior canzone originale per il film di animazione The Wild Thornberrys Movie.
Nel decimo anniversario dell'attacco al WTC dell'11 settembre 2001, ha suonato la celebre The Sound of Silence durante il solenne memoriale in ricordo della tragedia.

### Cinema
Simon ha anche occasionalmente recitato. Compare nel film di Woody Allen del 1977 Io e Annie (Annie Hall), nella parte del produttore Tony Lacey.
È stato inoltre sceneggiatore e attore del film Divorzio stile New York (One Trick Pony) del 1980, per il quale ha anche composto la colonna sonora.

### Riedizioni del 2004
Nel 2004 la casa discografica di Simon annunciò nuove edizioni di tutti i suoi lavori solisti, con tracce aggiuntive, pubblicati sia singolarmente che in un cofanetto di 9 CD a tiratura limitata: Paul Simon: The Studio Recordings 1972-2000. Le tracce aggiuntive includono demo originali, registrazioni dal vivo, brani inediti e materiale scartato dagli album ufficiali. Fra di esse, una demo acustica di Homeless, registrata prima delle sessioni in Sudafrica con Ladysmith Black Mambazo; Shelter of Your Arms, un inedito che include una versione acustica proveniente dalle sessioni di Hearts and Bones; demo di Me & Julio Down By the Schoolyard e Duncan registrate a San Francisco nel 1971; il demo originale di Gone at Last con i Jessy Dixon Singers, da Still Crazy After All These Years; e molto altro. Sempre nel 2004, la Columbia ha ripubblicato su CD The Paul Simon Songbook, con le 12 tracce originali più due versioni alternative, rispettivamente di I Am a Rock e A Church Is Burning.

### Ultimo tour e ritiro
Nel 2018 Paul Simon si ritira ufficialmente dalla musica e dalla vita pubblica, per dedicarsi alla sua famiglia, dopo un tour d'addio.
Il 12 aprile 2023 l’artista annuncia sulle sue pagine social l’uscita del suo nuovo disco, Seven Psalms, pubblicato poi il 19 maggio 2023.
Il 12 febbraio 2025 viene annunciato un suo nuovo tour in Nord America con, tra gli altri, il violoncellista Eugene Friesen, la flautista Nancy Stagnitta e il batterista Steve Gadd.

## Vita privata
Dal 30 maggio 1992 è sposato con la cantante folk Edie Brickell. Ha quattro figli, il primo dei quali, Harper Simon (avuto dalla prima moglie Peggy), è un chitarrista. 

## Discografia

### Album in studio
- 1965 - The Paul Simon Songbook
- 1972 - Paul Simon
- 1973 - There Goes Rhymin' Simon
- 1975 - Still Crazy After All These Years (con Michael Brecker, David Sanborn, Sivuca, Barry Beckett, Steve Gadd, Tony Levin, Toots Thielemans e Phil Woods)
- 1983 - Hearts and Bones
- 1986 - Graceland
- 1990 - The Rhythm of the Saints
- 1997 - Songs from The Capeman
- 2000 - You're the One
- 2006 - Surprise
- 2011 - So Beautiful or So What
- 2016 - Stranger to Stranger
- 2018 - In the Blue Light
- 2023 - Seven Psalms

### Colonne sonore
- 1980 - One-Trick Pony

### Live
- 1974 - Paul Simon in Concert: Live Rhymin'
- 1987 - Paul Simon Graceland: The African Concert
- 1991 - Paul Simon's Concert in the Park
- 2012 - Live in New York City

### Raccolte
Lista parziale
- 1977 - Greatest Hits, Etc.
- 1986 - The Best of Paul Simon 1971-1986
- 1988 - Negotiations and Love Songs
- 1993 - The Paul Simon Anthology
- 1993 - Paul Simon 1964/1993 (boxset)
- 2000 - Greatest Hits: Shining Like a National Guitar
- 2007 - The Essential Paul Simon

### Singoli
| Anno | Titolo                                                                                   | Posizione classifiche | Posizione classifiche | Posizione classifiche | Album                                                                 |
| Anno | Titolo                                                                                   | US                    | US Alt.               | UK                    | Album                                                                 |
| 1958 | "True or False"/"Teenage Fool" [a]                                                       | -                     | -                     | -                     |                                                                       |
| 1959 | "Anna Belle"/"Loneliness" [b]                                                            | -                     | -                     | -                     |                                                                       |
| 1959 | "Don't Take the Stars"/"So Tenderly" [c]                                                 | -                     | -                     | -                     |                                                                       |
| 1960 | "Just A Boy"/"Shy" [b]                                                                   | -                     | -                     | -                     |                                                                       |
| 1960 | "Just A Boy"/"I'd Like To Be" [b]                                                        | -                     | -                     | -                     |                                                                       |
| 1960 | "All Through The Night"/"To Think Of You Again" [c]                                      | -                     | -                     | -                     |                                                                       |
| 1961 | "I'm Lonely"/"I Wish I Weren't In Love" [b]                                              | -                     | -                     | -                     |                                                                       |
| 1961 | "Play Me A Sad Song"/"It Means A Lot To Them" [b]                                        | -                     | -                     | -                     |                                                                       |
| 1961 | "Motorcycle"/"I Don't Believe Them" [d]                                                  | numero 99             | -                     | -                     |                                                                       |
| 1962 | "Wildflower"/"Express Train" [d]                                                         | -                     | -                     | -                     |                                                                       |
| 1962 | "Cry, Little Boy, Cry"/"Get Up And Do The Wobble" [d]                                    | -                     | -                     | -                     |                                                                       |
| 1962 | "The Lone Teen Ranger"/"Lisa" [e]                                                        | numero 97             | -                     | -                     |                                                                       |
| 1962 | "Cards of Love"/"Noise" [d]                                                              | -                     | -                     | -                     |                                                                       |
| 1962 | "Tick Tock"/"Please Don't Tell Her" [f]                                                  | -                     | -                     | -                     |                                                                       |
| 1963 | "Carlos Dominguez"/"He Was My Brother" [g]                                               | -                     | -                     | -                     |                                                                       |
| 1964 | "He Was My Brother"/"Carlos Dominguez" [b] [l]                                           | -                     | -                     | -                     |                                                                       |
| 1965 | "I Am A Rock"/"Leaves That Are Green" [h]                                                | -                     | -                     | -                     | The Paul Simon Song Book                                              |
| 1972 | "Mother And Child Reunion"/"Paranoia Blues"                                              | numero 4              | -                     | numero 5              | Paul Simon                                                            |
| 1972 | "Me and Julio Down By The Schoolyard"/"Congratulations"                                  | numero 22             | -                     | numero 15             | Paul Simon                                                            |
| 1972 | "Duncan"/"Run That Body Down"                                                            | numero 58             | -                     | -                     | Paul Simon                                                            |
| 1973 | "Kodachrome"/"Tenderness"                                                                | numero 2              | -                     | -                     | There Goes Rhymin' Simon                                              |
| 1973 | "Loves Me Like A Rock"/"Learn How To Fall" [i]                                           | numero 2              | -                     | -                     | There Goes Rhymin' Simon                                              |
| 1973 | "American Tune"/"One Man's Ceiling Is Another Man's Floor"                               | numero 35             | -                     | -                     | There Goes Rhymin' Simon                                              |
| 1973 | "Take Me To The Mardi Gras"/"Something So Right"                                         | -                     | -                     | -                     | There Goes Rhymin' Simon                                              |
| 1974 | "The Sound of Silence"/"Mother And Child Reunion"                                        | -                     | -                     | -                     | Live Rhymin'                                                          |
| 1975 | "Gone At Last"/"Tenderness" [j]                                                          | numero 23             | -                     | -                     | Still Crazy After All These Years e There Goes Rhymin' Simon          |
| 1975 | "Fifty Ways To Leave Your Lover"/"Some Folks' Lives Roll Easy"                           | numero 1              | -                     | -                     | Still Crazy After All These Years                                     |
| 1976 | "Still Crazy After All These Years"/"I Do It For Your Love"                              | numero 40             | -                     | -                     | Still Crazy After All These Years (A-side only)                       |
| 1977 | "Slip Slidin' Away"/"Something So Right" [k]                                             | numero 5              | -                     | numero 36             | Greatest Hits, Etc.                                                   |
| 1977 | "Stranded In A Limousine"/"Have A Good Time" [l]                                         | -                     | -                     | -                     | Greatest Hits, Etc.                                                   |
| 1980 | "Late In The Evening"/"How The Heart Approaches What It Yearns"                          | numero 6              | -                     | -                     | One Trick Pony colonna sonora                                         |
| 1980 | "One Trick Pony"/"Long, Long Day"                                                        | numero 40             | -                     | -                     | One Trick Pony colonna sonora                                         |
| 1981 | "Oh, Marion"/"God Bless The Absentee"                                                    | -                     | -                     | -                     | One Trick Pony colonna sonora                                         |
| 1983 | "Allergies"/"Think Too Much (b)"                                                         | numero 44             | -                     | -                     | Hearts and Bones                                                      |
| 1984 | "Think Too Much (a)"/"Song About The Moon"                                               | -                     | -                     | -                     | Hearts and Bones (A-side); Still Crazy After All These Years (B-side) |
| 1986 | "You Can Call Me Al"/"Gumboots"                                                          | numero 23             | -                     | numero 4              | Graceland                                                             |
| 1986 | "Graceland"/"Hearts And Bones"                                                           | -                     | -                     | -                     | Graceland (lato A); Hearts and Bones (lato B)                         |
| 1987 | "The Boy In The Bubble"/"Crazy Love, Vol. II"                                            | numero 33             | -                     | -                     | Graceland                                                             |
| 1987 | "Diamonds On The Soles Of Her Shoes"/"All Around The World, Or The Myth Of Fingerprints" | numero 6              | -                     | -                     | Graceland                                                             |
| 1990 | "The Obvious Child"                                                                      | numero 92             | numero 24             | -                     | The Rhythm of the Saints                                              |

[a] come True Taylor
[b] come Jerry Landis
[c] come membro dei The Mystics
[d] come Tico & The Triumphs com Mickey Borack, Marty Cooper, Gail Lynn e Howie Beck.
[e] come Jerry Landis, ma con i membri di Tico & the Triumphs.
[f] seconde voci di Ritchie Cordell
[g] come Paul Kane
[h] pubblicato solo nel Regno Unito
[i] Lato A con The Dixie Hummingbirds
[j] Lato A: duetto con Phoebe Snow
[k] Lato A con The Oak Ridge Boys
[l] pubblicato solo nel Regno Unito
Nota: Questa discografia non include i lavori con Art Garfunkel pubblicati come "Simon & Garfunkel" o "Tom & Jerry"

## Brani in italiano
Alcune sue canzoni sono state  tradotte in italiano (Bruno Lauzi ha dedicato all'autore un intero album, intitolato Simon, nel 1973); di seguito riportiamo un elenco non esaustivo di alcune cover (con l'indicazione del titolo in italiano, dell'interprete e dell'anno di pubblicazione).
| Anno | Titolo originale                             | Titolo italiano            | Autore del testo in italiano | Esecutori                                                          |
| ---- | -------------------------------------------- | -------------------------- | ---------------------------- | ------------------------------------------------------------------ |
| 1966 | The Sound of Silence                         | La tua immagine            | Carlo Rossi                  | Mike Liddell e gli Atomi, Luisa Casali (nel 1967), Dino (nel 1968) |
| 1966 | Richard Cory                                 | Richard Cory               | Danpa                        | Nightbirds                                                         |
| 1966 | Red rubber ball                              | Ha vinto l'amore           | Danpa                        | Nightbirds                                                         |
| 1967 | Homeward bound                               | Mai mi fermerò             | Antonio Testa                | Elena Rossi, I Chiodi                                              |
| 1967 | The dangling conversation                    | Un inutile discorso        | Gino Ingrosso                | Giuliana Valci                                                     |
| 1967 | I am a rock                                  | Sono una roccia            | Danpa                        | The Planets, I Memphis                                             |
| 1967 | The 59th street bridge song (feelin' groovy) | Tre minuti                 | Tata Giacobetti              | Quartetto Cetra                                                    |
| 1967 | I am a rock                                  | Prati neri                 |                              | Bristols                                                           |
| 1968 | Scarborough Fair                             | La fiera del perdono       | Franco Boldrini              | I Califfi, Bobby Solo (pubblicata nel 1970)                        |
| 1968 | Mrs. Robinson                                | Mrs. Robinson              | Francesco Guccini            | I Royals, Bobby Solo (pubblicata nel 1970)                         |
| 1968 | The Big Bright Green Pleasure Machine        | La macchina del piacere    | Gino Ingrosso                | Gianna Mescoli                                                     |
| 1970 | The boxer                                    | Lo sconfitto               |                              | I Pennies                                                          |
| 1970 | Bridge over troubled water                   | Il ponte                   | Alessandro Colombini         | Renato dei Profeti, Flora Fauna & Cemento                          |
| 1973 | America                                      | L'America                  | Bruno Lauzi                  | Bruno Lauzi                                                        |
| 1973 | Cloudy                                       | Claudia                    | Bruno Lauzi                  | Bruno Lauzi                                                        |
| 1973 | Was a sunny day                              | Storia di due imbecilli    | Bruno Lauzi                  | Bruno Lauzi                                                        |
| 1973 | Something so right                           | Se una donna non va        | Bruno Lauzi                  | Bruno Lauzi                                                        |
| 1973 | Run that body down                           | Quanto costa               | Bruno Lauzi                  | Bruno Lauzi                                                        |
| 1973 | St. Judy's comet                             | Piccolino                  | Bruno Lauzi                  | Bruno Lauzi                                                        |
| 1973 | The only living boy in New York              | L'unico che sta a New York | Bruno Lauzi                  | Bruno Lauzi                                                        |
| 1973 | So long, Frank Loyd Wright                   | Salve Frank Loyd Wright    | Bruno Lauzi                  | Bruno Lauzi                                                        |
| 1973 | American tune                                | Canzone italiana           | Bruno Lauzi                  | Bruno Lauzi                                                        |
| 1973 | Duncan                                       | Duncan                     | Bruno Lauzi                  | Bruno Lauzi                                                        |
| 1975 | The sound of silence                         | Il suono del silenzio      | Bruno Lauzi                  | Adriano Pappalardo                                                 |
| 1996 | Scarborough Fair                             | Scarborough Fair           | Luisa Zappa                  | Angelo Branduardi                                                  |